# Rejon janowski (Białoruś)
Rejon janowski (biał. Іва́наўскі раён, Iwanauski rajon, ros. Ива́новский райо́н, Iwanowskij rajon) – rejon na Białorusi, w obwodzie brzeskim, z siedzibą w Janowie.

## Geografia
Rejon janowski ma powierzchnię 1551,41 km². Lasy zajmują powierzchnię 438,89 km², bagna 70,28 km², obiekty wodne 42,59 km².

## Ludność
- W 2009 roku rejon zamieszkiwało 43 586 osób, w tym 16 086 w mieście i 27 500 na wsi[2].
- 1 stycznia 2010 roku rejon zamieszkiwało ok. 43 400 osób, w tym ok. 16 100 w mieście i ok. 27 300 na wsi[3].

## Podział administracyjny
W skład rejonu wchodzą miasto Janów oraz 10 następujących sielsowietów:
- Brodnica
- Horbacha
- Laskowicze
- Mochre
- Mołodów
- Motol
- Odryżyn
- Opol
- Rudzk
- Soczewki